# Yuji Keigoshi
Yuji Keigoshi (慶越 雄二 Keigoshi Yūji?,  nacido el 17 de septiembre de 1963 en Kagoshima) es un exfutbolista japonés. Jugaba de guardameta y su último club fue el Kyoto Purple Sanga de Japón.

## Trayectoria

### Clubes
| Club               | País  | Año         |
| ------------------ | ----- | ----------- |
| Gamba Osaka        | Japón | 1982 - 1992 |
| Verdy Kawasaki     | Japón | 1993 - 1994 |
| Avispa Fukuoka     | Japón | 1995 - 1996 |
| Kyoto Purple Sanga | Japón | 1997        |

## Palmarés

### Títulos nacionales
| Título             | Club                | País  | Año  |
| ------------------ | ------------------- | ----- | ---- |
| Copa del Emperador | Matsushita Electric | Japón | 1990 |
| Copa J. League     | Verdy Kawasaki      | Japón | 1993 |
| J1 League          | Verdy Kawasaki      | Japón | 1993 |
| Copa J. League     | Verdy Kawasaki      | Japón | 1994 |
| J1 League          | Verdy Kawasaki      | Japón | 1994 |